# Annals of Representation Theory
 (février 2025).
La revue Annals of Representation Theory est une revue scientifique en libre accès diamant. Elle publie des articles de recherche originaux dans le domaine général de la théorie de la représentation contemporaine, y compris ses aspects algébriques, géométriques et combinatoires.
Elle est éditée par la Norwegian University of Science and Technology (NTNU).

## Diffusion
Les Annals of Representation Theory publient 1 volume par an, composé de 4 numéros trimestriels. Tous les articles sont diffusés sous licence CC-BY 4.0.
La revue est en libre accès diamant, c'est-à-dire sans frais ni pour le lecteur (pas de frais d’abonnement), ni pour les auteurs (pas de frais de publication). Les auteurs conservent leur droit d'auteur.